# Iota de l'Àguila
Iota de l'Àguila (ι Aquilae) és una estrella binària de la constel·lació de l'Àguila. També coneguda amb el nom tradicional de Al Thalimain, nom que comparteix amb λ Aquilae. Aquest nom deriva del mot àrabالثالمين ath-thalīmain que significa "els Dos Estruços".
Iota de l'Àguila és una blava-blanca tipus B estrella amb una magnitud aparent de +4,36. Està a uns 307 anys llum de la Terra.